# Scaevola microcarpa
Scaevola microcarpa är en tvåhjärtbladig växtart som beskrevs av Antonio José Cavanilles. Scaevola microcarpa ingår i släktet Scaevola och familjen Goodeniaceae. Inga underarter finns listade i Catalogue of Life.